# كلود أ. هاتشر
كلود أ. هاتشر (بالإنجليزية: Claude A. Hatcher)‏ هو كيميائي ومخترع أمريكي، ولد في 20 أغسطس 1876، وتوفي في 31 ديسمبر 1933.